# Hécatonicosachore
L'hécatonicosachore, ou hyperdodécaèdre, ou 120-cellules, est un 4-polytope régulier convexe. C'est le dual de l'hexacosichore.